# ريتشارد إل. فراي
ريتشارد إل. فراي (بالإنجليزية: Richard L. Frey)‏ هو محرر وصحفي أمريكي، ولد في 12 فبراير 1905 في نيويورك في الولايات المتحدة، وتوفي بنفس المكان في 18 أكتوبر 1988.